# Hlavní město Moravy
O postavení hlavního města Moravy spolu po staletí soupeřila města Olomouc a Brno. Zpočátku byla významnější Olomouc, ale od 17. století se postupně stalo hlavním městem Brno, které jím zůstalo nakonec až do zániku Moravy coby územně správní jednotky ve 20. století.

## Vývoj

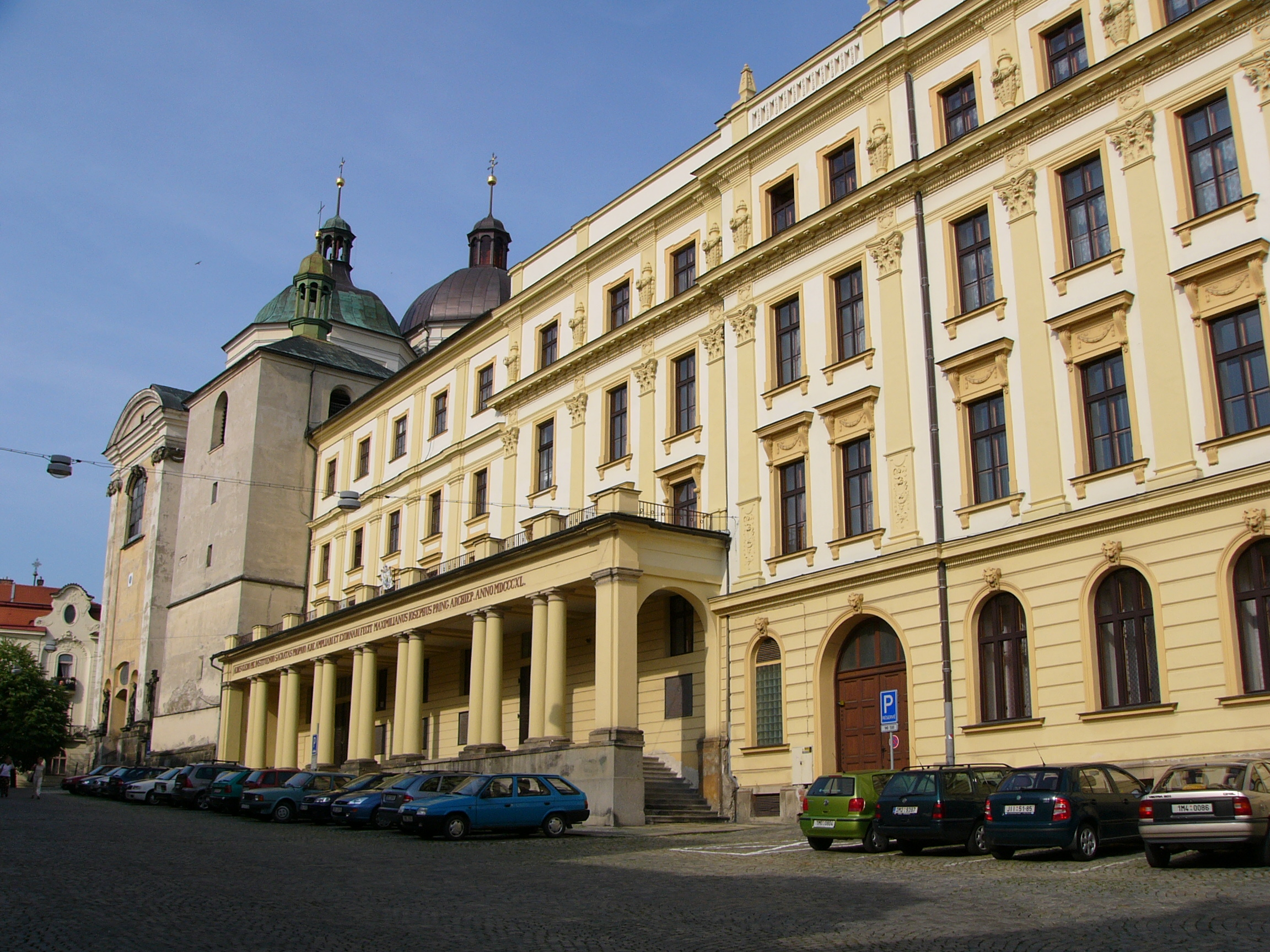
Bývalý dominikánský klášter v Olomouci (dnes arcibiskupský kněžský seminář), v němž zasedal zemský sněm a soud

Historicky úplně první moravskou metropolí byl pravděpodobně Veligrad, sídlo velkomoravského vládce a arcibiskupa moravské diecéze. Po pádu Velké Moravy byl prvořadý význam Olomouce zapříčiněn tím, že zatímco velkomoravská hradiště na jihu země byla počátkem 10. století zničena, zdejší osídlení zůstalo prakticky nedotčeno. Zřejmě proto zde byla zřízena první přemyslovská mincovna na Moravě a roku 1063 také obnoveno biskupství. V průběhu středověku byla Olomouc moravským správním centrem, soupeřícím však o toto postavení s městem Brnem. Prapočátek tohoto sporu je již v závěti českého vévody Břetislava I., který svým mladším synům odkázal Moravu, a to tak, že Vratislav dostal její větší severovýchodní část s centrem v Olomouci, Konrád a Ota menší jihozápadní část s centrem už tehdy zřejmě v Brně. Toto dělení na olomoucký a brněnský úděl (později vznikl i znojemský) bylo počátkem více než stopadesátileté existence moravských údělů, které znemožnily vytvoření jednoho centra země.
To se nevytvořilo ani po vzniku Moravského markrabství z vůle římskoněmeckého císaře Fridricha I. Barbarossy roku 1182, ani po politickém sjednocení Moravy pod vládou Vladislava Jindřicha na počátku 13. století, neboť předpokládaná markraběcí dynastie se svým sídelním městem nevznikla. Důležitý úřad s celozemskou působností, zemský soud, vznikl během 13. století sjednocováním provinčních soudů (cúd) do dvou středisek – Brna a Olomouce; snaze Olomouce stát se jediným sídlem soudu se Brno bránilo. Soupeření obou měst posilovalo i to, že každé bylo regionálním střediskem jiného okruhu městských práv, Olomouc magdeburského a Brno norimberského (ostatní města si v nich brala tzv. naučení). Brnu na úkor Olomouce zjevně přál markrabě a později král a císař Karel Lucemburský, lucemburská markrabata ostatně právě v Brně kvůli jeho výhodnější poloze sídlila. Formální postavení hlavního města si však nadále uchovávala Olomouc, zejména díky tomu, že byla sídlem moravského biskupa, a toto postavení si také pravidelně nechávala potvrzovat od panovníků (např. roku 1314 Jan Lucemburský, 1352 Jan Jindřich nebo 1459 Jiří z Poděbrad).
V období stavovské vlády nad zemí (od husitských válek do třicetileté války) se zasedání zemského soudu a zejména zemského sněmu odehrávala střídavě v Brně a Olomouci. Moravské zemské desky byly vedeny také v obou městech. Přednější postavení ovšem náleželo Olomouci jako sídlu biskupa, jehož knížecí dvůr se stal střediskem kultury a umění a nahrazoval tak do jisté míry chybějící dvůr panovnický (to se odrazilo i ve skutečnosti, že Olomouc byla výstavnější než Brno). Postavení Olomouce, největšího moravského města, umocňovalo i to, že byla od roku 1573 sídlem jediné moravské univerzity, při které byl navíc v roce 1578 založen zvláštní papežský seminář Collegium nordicum, v rámci kterého byli vzděláváni katoličtí kněží z celé střední a zejména severní Evropy (včetně Skandinávie). Zdejší knihtisk tehdy tvořil více než polovinu celé moravské produkce.

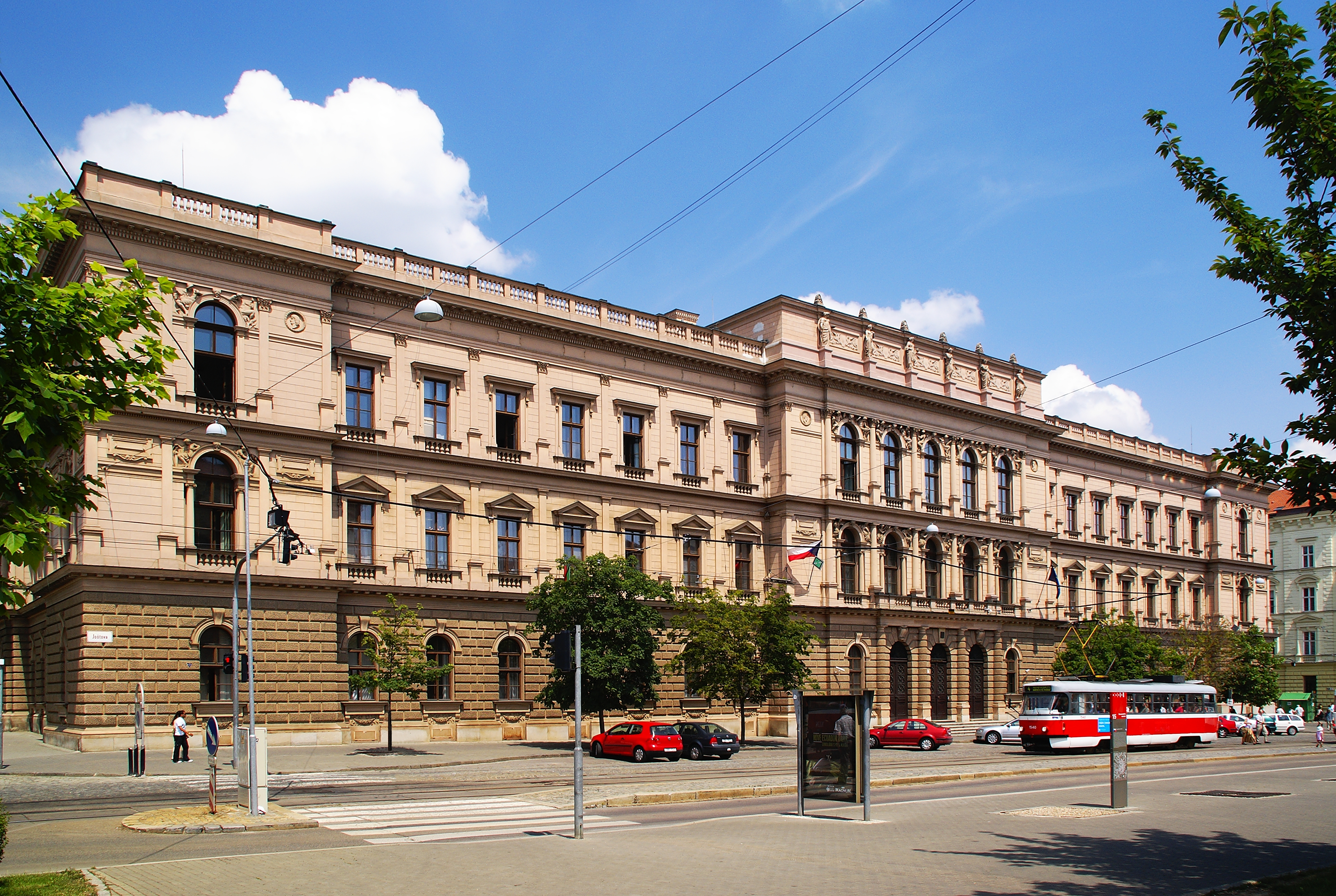
Zemská sněmovna v Brně (dnes sídlo Ústavního soudu), která nahradila pro zasedání zemského sněmu původní Stavovský dům

Celkově kulturně i hospodářsky významnější postavení Olomouce přetrvalo až do počátku 17. století. Např. k roku 1619 mělo Brno jen 585 poddaných, zatímco Olomouc jich měla 1562 a platila také čtyřikrát větší daně. Domů ve vlastním městě měla v té době Olomouc 581 a Brno 386. Období třicetileté války ale znamenalo obrat ve prospěch Brna. V roce 1636 byl v Brně založen královský tribunál, zeměpanský úřad s rozsáhlými správními a soudními pravomocemi. Ten se sice z osobních důvodů na přání zemského hejtmana Julia hraběte Salma z Neuburku načas odstěhoval do Olomouce, ale roku 1641 nařídil císař Ferdinand III. jeho opětovné přeložení do Brna, a to spolu s definitivně sjednoceným zemským soudem a sloučenými zemskými deskami (do té doby bylo 38 svazků desk zemských vedeno v Olomouci a 35 svazků v Brně). Tím se Brno stalo jediným sídlem nejvyšších zemských úřadů. Olomouc poškodilo jistě to, že se následujícího roku (1642) vzdala švédskému vojsku, které město okupovalo příštích osm let a zanechalo jej za sebou zcela zpustošené a vylidněné; Brno naproti tomu bylo schopno v závěru třicetileté války Švédům odolávat.
Na skutečnosti, že se faktickým hlavním městem Moravy stalo Brno, pak v následujícím století nezměnily ani opakovaně neúspěšné snahy Olomouce o přesídlení všech nejvyšších úřadů z Brna, ačkoli formální titul hlavního města se Olomouci podařilo udržet (i když Brno se takto označovalo také), stejně jako to, že zde zůstala univerzita a biskupství, jež bylo roku 1777 povýšené na arcibiskupství (v Brně současně vzniklo biskupství, které bylo sufragánním Olomouci). Podpora Brna ze strany habsburských panovníků byla motivována praktickými důvody, z nichž nejpádnější asi byla blízkost císařské Vídně. Ještě roku 1762 císařovna Marie Terezie přiznala Olomouci oficiální titul „královské hlavní město Olomouc“, avšak definitivní konec sporu obou měst učinil roku 1782 císař Josef II., který přiznal nárok na označení hlavního města Brnu. To bylo později potvrzeno i zemskou ústavou, stejně jako např. působením vrchního zemského soudu, jehož působnost se ale nevztahovala jen na celou Moravu, ale i na Rakouské Slezsko. Velký hospodářský rozmach Brna v následujících desetiletích pak způsobil, že Brno svou velikostí i významem Olomouc zcela zastínilo a spor se tak již nikdy až do zániku politické Moravy neobnovil. Kupř. k roku 1910 mělo Brno 126 tisíc obyvatel a Olomouc jen 22 tisíc, přičemž situace se nezměnila ani po připojení předměstských obcí, kdy v roce 1921 měla Velká Olomouc 57 tisíc obyvatel, zatímco Velké Brno 222 tisíc obyvatel. Olomouc přesto ještě do poloviny 20. století používala titul „hlavní město“, zatímco Brno titul „zemské hlavní město“.
Brno pak bylo hlavním městem Moravy až do roku 1928, kdy byla země Moravská sloučena se zemí Slezskou. Poté bylo Brno zemským hlavním městem země Moravskoslezské (takové spojení existovalo již v letech 1782–1850). Nakonec však byla roku 1948 československou vládou moravskoslezská zemská samospráva zrušena a s ní zanikla i pozice jejího hlavního města. Nahrazena byla krajským zřízením, přičemž od roku 1960 na Moravě a ve Slezsku existovaly jen dva kraje, jihomoravský se sídlem v Brně a severomoravský se sídlem v Ostravě, zatímco Olomouc se stala pouze jedním ze severomoravských okresních měst (roku 1996 zde však vznikl Vrchní soud v Olomouci jako odvolací soud vůči brněnskému a ostravskému krajskému soudu).